# Carnaval da Bélgica

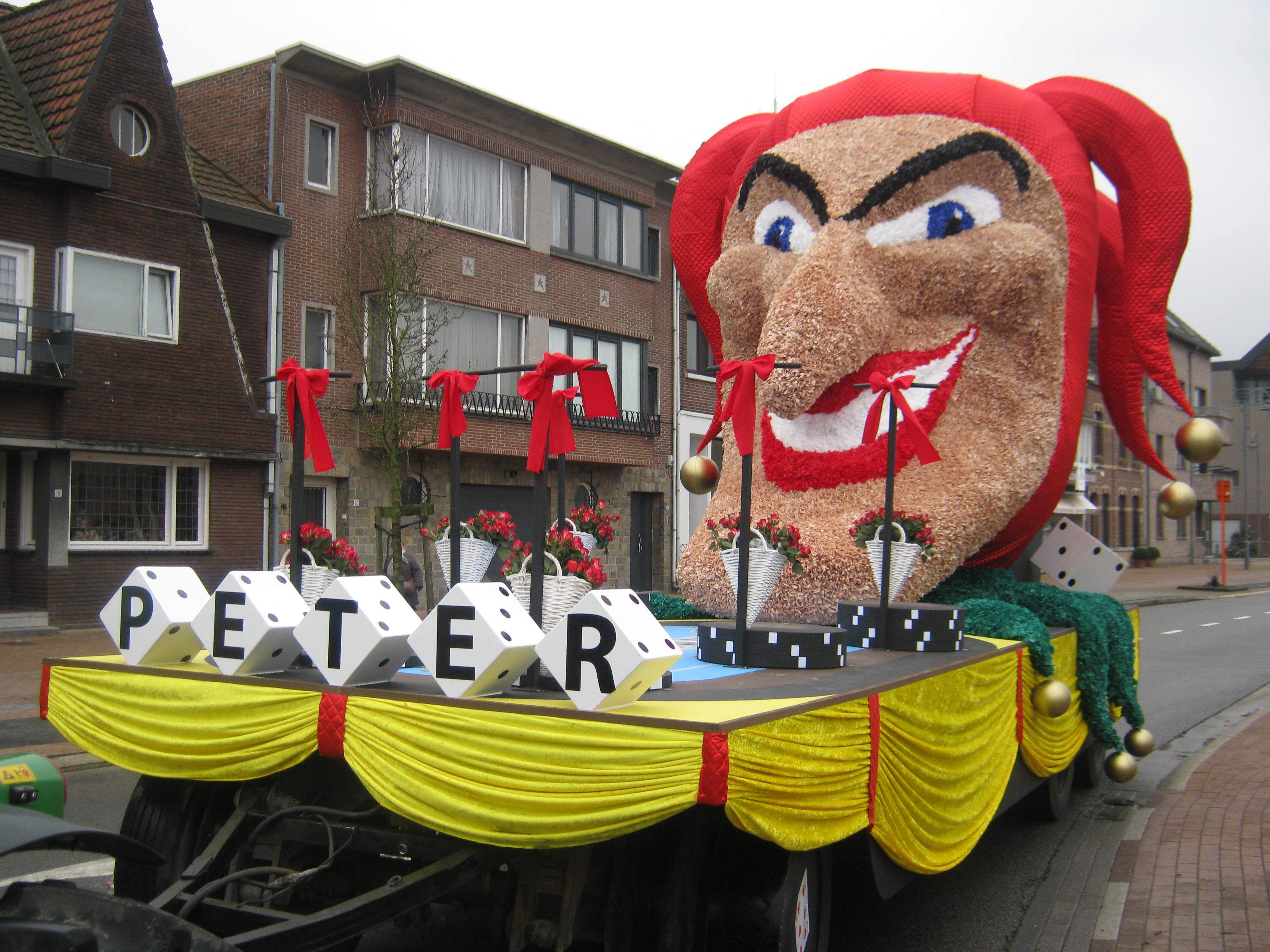
Carnaval a Maaseik 2013

O carnaval na Bélgica é comemorado de forma parecida com a de outros países da Europa, com cortejos ao som de música local. 
Em Stavelot, existe um Carnaval fora de época realizado em agosto, sempre que a maior agremiação da cidade, a Les Blancs Moussi comemora mais uma década de fundação.
Atualmente são conceituadas as celebrações do carnaval de Binche, de Fosses-la-Ville e de Aalst, entre outras.

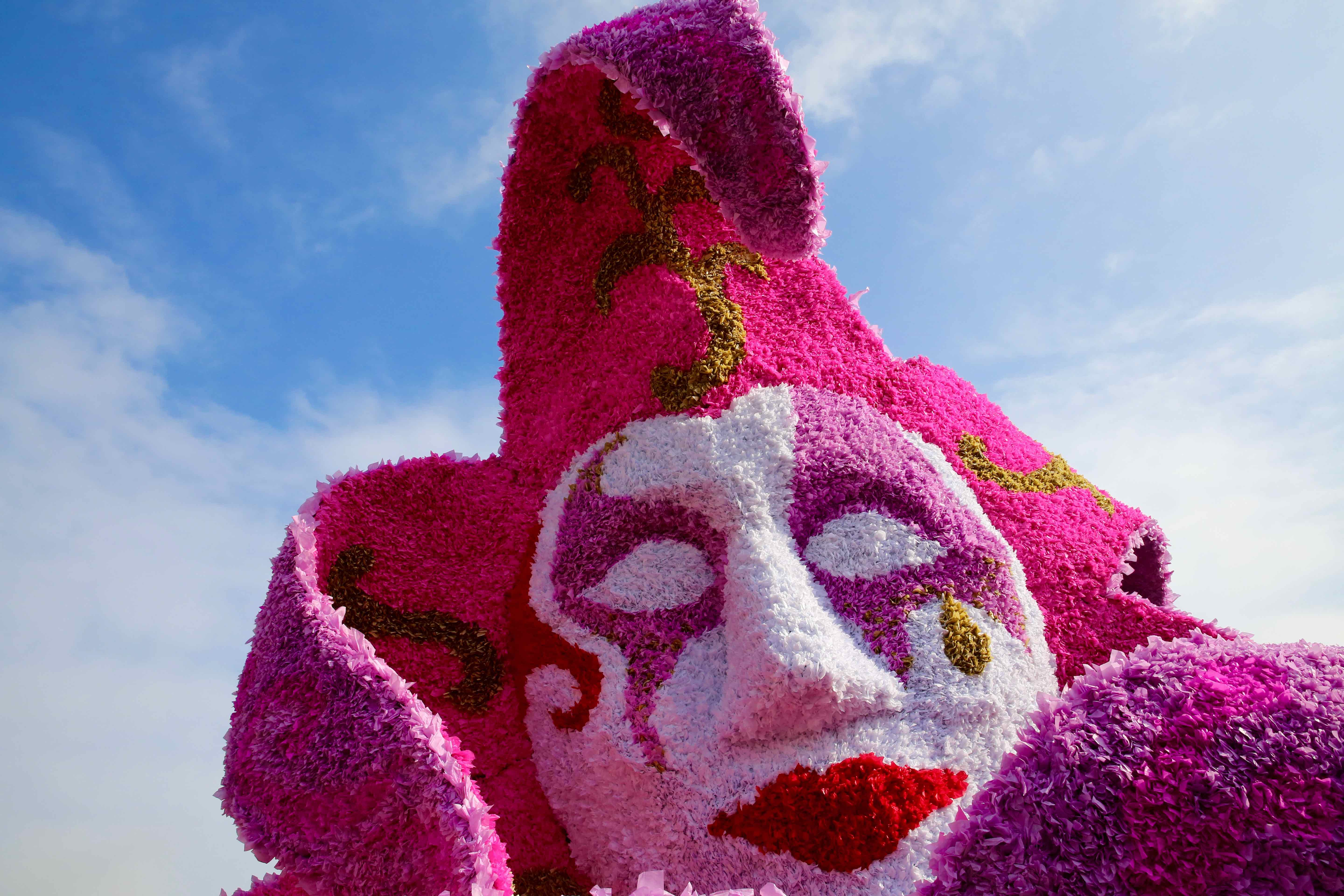
Carnaval a Maaseik 2016